# Žemaitė
Julija Beniuševičiūtė-Žymantienė, nota con lo pseudonimo di Žemaitė (letteralmente, "samogitica") (Bukantė, 4 giugno 1845 – Marijampolė, 7 dicembre 1921), è stata una scrittrice lituana.

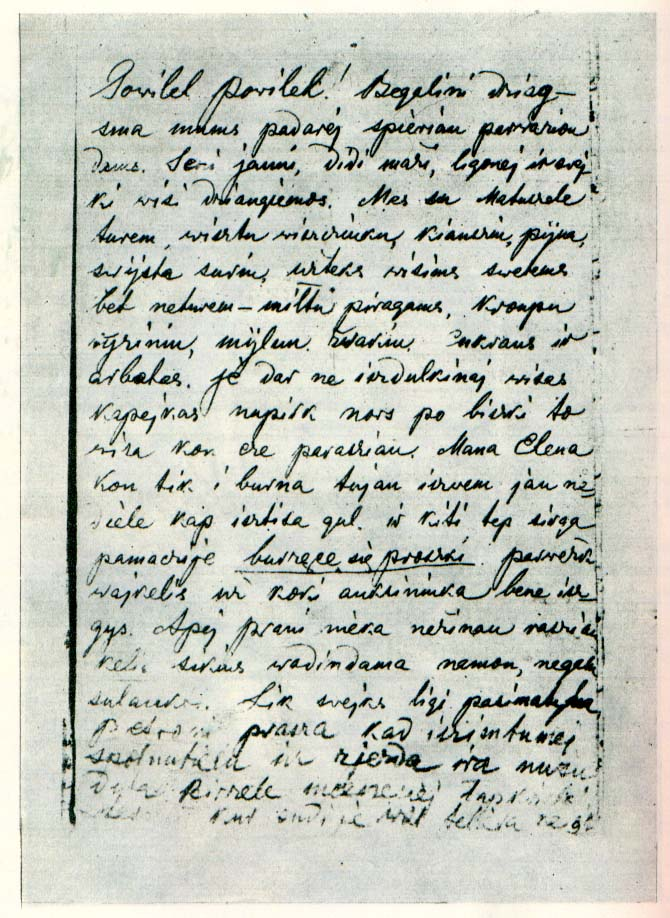
Manoscritto di Žemaitė.

Nata in una famiglia molto povera, divenne in breve tempo una delle prime protagoniste del principale festival letterario lituano. Le sue opere riguardano soprattutto la vita quotidiana, descritta con un possente realismo letterario.
Fu l'unica donna lituana rappresentata sulla propria valuta nazionale, il lita lituano; in seguito la banconota da un lita venne trasformata in moneta.